# Кебе, Ибраима
Ибраима́ Кебе́ (фр. Ibrahima Kébé; 1 августа 2000, Бамако, Мали) — малийский футболист, полузащитник испанского клуба «Жирона», выступающий на правах аренды за клуб «Ломмел».

## Клубная карьера
13 июня 2020 года Кебе дебютировал за основную команду «Жироны» в матче Сегунды против «Лас-Пальмаса».